# 房里 (南投縣)
房里，是台灣南投縣埔里鎮的一個傳統地域名稱，位於該鎮中部偏西北。相較於今日行政區，其範圍大致包括籃城里西部、房里里、大城里西北端、鐵山里西端及東北部、南村里北部邊界中西側一小段。

## 歷史
台灣清治末期至日治初期，房里地區為一街庄，稱為「房里庄」，隸屬於埔里社堡。該庄西及北隔眉溪與水尾庄、史港坑庄、牛眠山庄為界，東邊及南邊東側一小段與大肚城庄為鄰，南邊中央一大段與烏牛欄庄為界，南邊西段隔南港溪與牛相觸庄為界。
1901年（日治明治三十四年）11月，全台廢縣廳改設二十廳，該庄隸屬於南投廳。1903年（明治三十六年）6月，該庄編入「埔西區」，隸屬於南投廳。1909年（明治四十二年）10月，合併二十廳為十二廳，埔西區仍隸屬於南投廳。1920年（大正九年），全台地方制度大改正，廢十二廳改設五州二廳，該庄改制為「烏牛欄」大字，隸屬於臺中州能高郡埔里街。
戰後埔里街改制為埔里鎮，隸屬於臺中縣，大字亦改制為里。1950年10月，中、彰、投分治，埔里鎮改隸屬南投縣。

## 聚落
本地區發展較早的聚落有房里、双藔崁腳、日南、双藔、八股等，在日治期初期的官方地圖上已有記載。此外，本地區尚有公里溝、紅瓦厝、船尾等聚落。

## 交通
國道6號又稱「水沙連高速公路」，是霧峰至埔里的橫貫高速公路，大致以西南西—東北東走向轉西南—東北走向再轉西南西—東北東走向經過本地區北部河岸地帶，並在境內西部設有愛蘭交流道，有連絡道與省道台14線相接。由此向西南西可前往北山坑、國姓、草屯、萬斗六的舊正、丁臺南部並止於國道3號霧峰系統交流道；向東北東可前往埔里市區東北郊的東側端點（埔里端）並止於省道台14線路口。
省道台14線（中山路四段～三段、信義路）是彰化中庄子至南投廬山的幹道，大致先以西北—東南走向蜿蜒經過本地區西南部邊界外不遠處，並經過國道6號愛蘭交流道連絡道路口，再以南南西—北北東走向轉西北西—東南東走向與省道台21線共線經過本地區南部東側邊界外不遠處。由該道路西段西側向西北轉西北西可前往國姓市區西南郊、草屯、芬園、彰化中庄子並止於省道台1線路口；由東段東側向東南東轉東北東再轉東獨行並繞過埔里市區北側後可前往仁愛（霧社）、廬山等地。
省道台21線（信義路、中山路三段）是台中市東勢區天冷至南投縣信義鄉塔塔加的幹道，大致以東北東—西南西走向轉東南東—西北西走向再轉北北東—南南西走向與省道台14線共線經過本地區南部東側邊界外不遠處。由該道路向東北東轉東經埔里市區北側再轉北北東過眉溪牛眠橋、國道6號埔里交流道連絡道路口後轉西北可前往國姓東北部、新社東南部、東勢南端並止於省道台8線路口；向南南西經省道台14線路口後轉南南東獨行再轉南南西可前往魚池、水里東南部、信義、和社、塔塔加等地。
鄉道投73線是小埔社至坪頭的道路，其西南側端點位於本地區西端凸出部分西南側邊界外緣的省道台14線路口。由此向東北東過南港溪善新橋並入境一小段後旋即出境，續行轉北北西可前往水尾中南部、小埔社東南部並止於省道台21線路口。
鄉道投73-2線（三勰路、鐵山路）是水尾至愛蘭的道路，大致以北北西—南南東走向由本地區西北部經眉溪向善橋入境後，經國道6號高架橋下轉東南蜿蜓而行，其後到達本地區南部邊界，沿邊界行一段路後出境。由該道路向北北西過向善橋後轉西南西再轉北北西可前往水尾地區南部偏西並止於鄉道投73線路口；向東南可前往烏牛欄並止於其東南部邊界地帶的省道台14線、台21線共線轉角路口。
鄉道投75線（中正路）是四角城（實際起點在史港坑與小埔社之間）至城裡的道路，大致以北向南經過本地區東北端的眉溪中正一號橋。由該道路向北轉北北西可前往牛眠山西端、史港坑、小埔社東南端並止於省道台21線路口；向南轉南南東經國道6號高架橋下後可前往大肚城、大肚城與埔里市區交界地帶、埔里市區並止於省道台14線、台21線共線路口。